# Geschichte von Barbados

Flagge von Barbados

Lage von Barbados in der Region.

Die Geschichte von Barbados umfasst die Entwicklungen auf dem Gebiet des Staates Barbados von der ersten Besiedlung bis zur Gegenwart.
1627 wurde es britische Kolonie mit einem Gouverneur von Barbados. In der Zeit von 1833 bis 1885 war Barbados Teil der Kolonie der British Windward Islands, wobei der Gouverneur von Barbados zugleich auch Gouverneur der Windward Islands war. 1885 wurde die Jurisdiktion von Barbados über die Windward Islands beendet und ein separater Governor of the Windward Islands wurde in Grenada eingesetzt. Im 20. Jahrhundert war Barbados zwischen dem 3. Januar 1958 und dem 31. Mai 1962 Teil der Föderation der Westindischen Inseln mit den britischen Kolonien im Karibikraum als Provinzen der Föderation. Nach dem Auseinanderbrechen der Föderation 1962 gingen die einzelnen Provinzen eigene Wege, einige wurden schließlich unabhängig, andere sind weiterhin Commonwealth Realms.
Am 30. November 1966 erhielt Barbados als Teil des Commonwealth of Nations die Unabhängigkeit mit einem Generalgouverneur, der den britischen Monarchen als Staatsoberhaupt vertrat, und einem Premierminister als Chef der Regierung, nachdem zuvor bereits seit 1954 Premiers im Rahmen der Teilautonomie bestimmte Regierungsgeschäfte vornahmen.
Genau 55 Jahre nach der Unabhängigkeit wurde Barbados am 30. November 2021 zur Republik und die bisherige Generalgouverneurin Dame Sandra Mason erste Präsidentin der Republik Barbados.

## Geschichte von Barbados

### Vorgeschichte

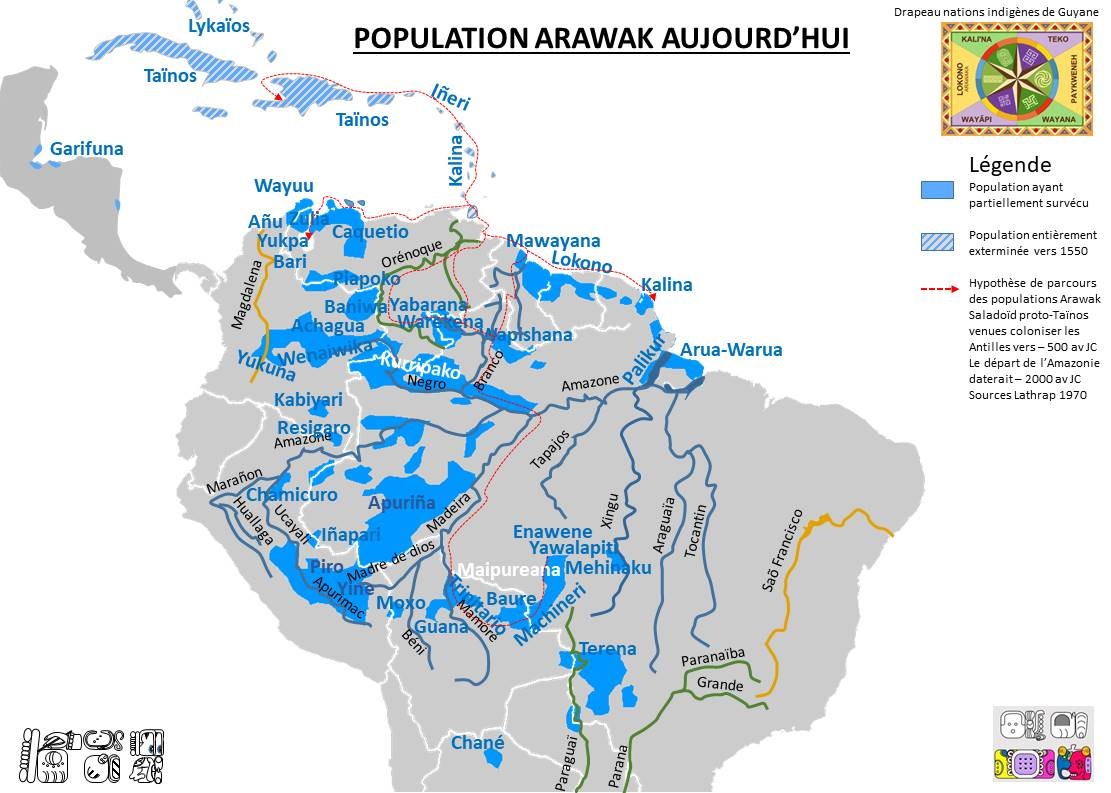
Verbreitungsgebiet der Arawak sowie die Gebiete, in denen sie früher gleichfalls lebten

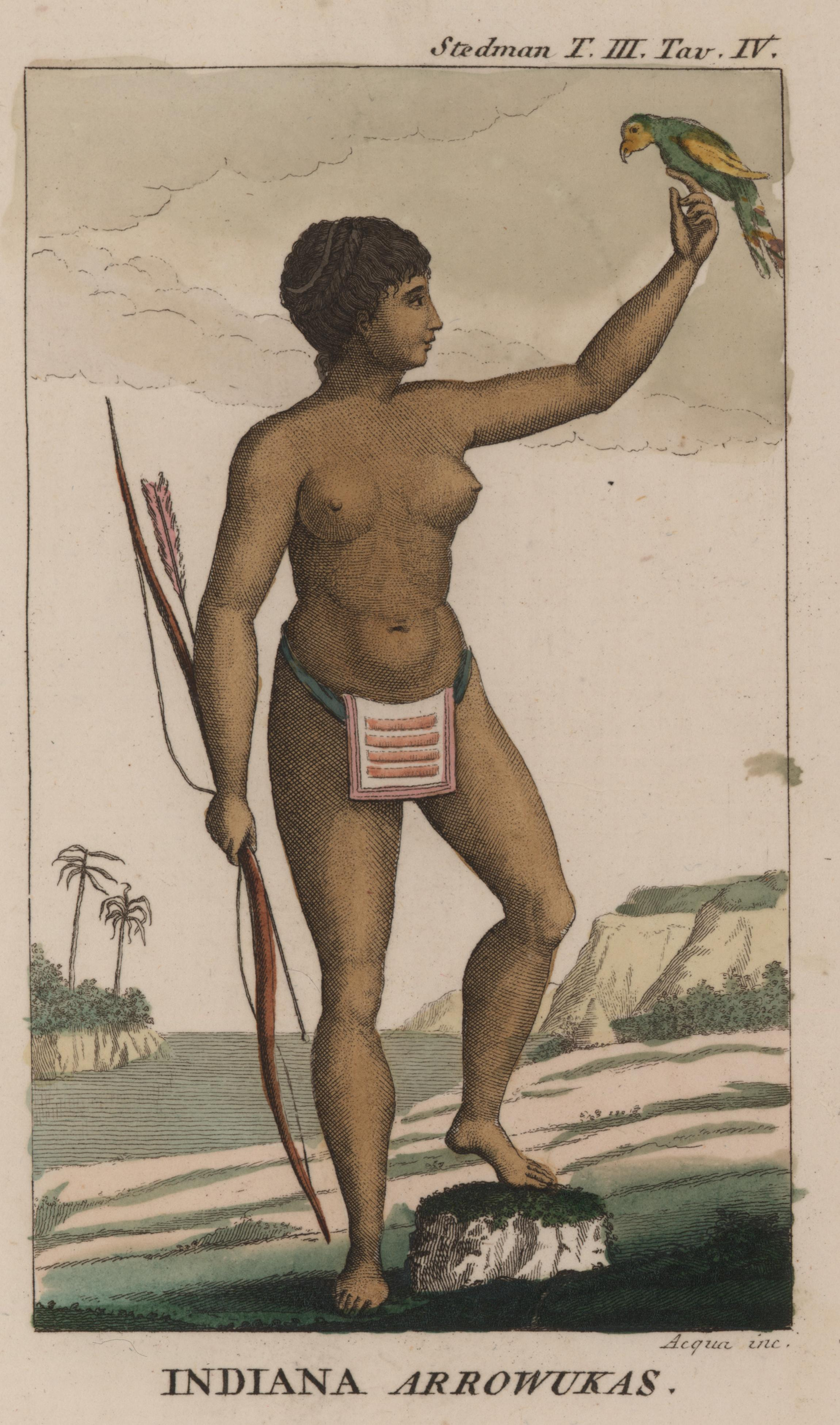
Das indigene Volk der Arawaks lebte vermutlich von etwa 500 vor Christi Geburt an auf Barbados, Darstellung von 1818 (J.G. Stedman: Reize naar Surinamen, Joh. Allart, Amsterdam 1799–1800)

Bis 1989 glaubte man noch, die Insel wäre zuerst von Europäern besiedelt worden. Archäologisch nachweisen ließ sich die Anwesenheit von Menschen lange erst ab etwa 1600 v. Chr. Diese frühen Bewohner dürften mit Kanus aus dem Norden Südamerikas gekommen sein, möglicherweise über Trinidad. Ihre Kultur wird heute Saladoid-Tradition genannt, im Deutschen auch Saladoidkultur. An tierischer Nahrung konsumierten die Bewohner Reisratten, Hunde, nicht näher identifizierbare Schlangen und Tauben. Dieses geringe Nahrungsangebot dürfte die Ursache dafür sein, dass sich die meisten Bewohner an der Küste ansiedelten. Die bisher ältesten Nachweise menschlicher Besiedlung reichen jedoch bis etwa 2000 v. Chr. zurück (Fundstelle Heywoods). Eine Erklärung für die vergleichsweise späte Besiedlung dürfte die Entfernung von den Nachbarinseln sein, eine andere die relative Armut der Flora und Fauna im Verhältnis zu den Bedürfnissen potentieller Siedler. Darüber hinaus war das Klima phasenweise sehr trocken, wie etwa zwischen 200 v. Chr. und 400 n. Chr., dann wieder von 800 bis 1000 und von 1300 bis 1600. Dennoch kam es lange vor der europäischen Entdeckung zur Besiedlung, heute sind etwa 60 vor-europäische Fundstätten bekannt. Die Fundplätze befinden sich fast ausnahmslos an der Küste.
Zwischen etwa 350 und 650 n. Chr. holzten die Siedler den Urwald zu erheblichen Teilen ab und legten Gärten an. Eine Abfolge von Verzierungsstilen der Keramik, die sich aus der Saladoid-Tradition entwickelten, lässt sich bis etwa 1100 belegen. Der Oberbegriff für diese Keramikstile, die sich auch auf den übrigen Inseln der Karibik findet, lautet Troumassoid. Das anschließende Suazoid setzte die älteren Traditionen fort und reichte bis in die Zeit kurz vor der Ankunft der Europäer.
Wichtigster Fundplatz ist Chancery Lane, wo sich eine tausendjährige Siedlungskontinuität nachweisen ließ. Von ähnlicher Dauerhaftigkeit war die Siedlung bei Heywoods, allerdings lag hier der Schwerpunkt auf der späteren vor-europäischen Epoche. Dort fanden sich Überreste eines mit Korallenschmuck versehenen Hauses. Silversands und Hill Crest datieren auf die Zeit um 1000.
Von etwa 500 bis 1500 lebten wahrscheinlich Arawak und Kariben auf der Insel, die sie Ichirouganaim nannten. Historische Überlieferungen deuten darauf hin, dass sie Hunderte von Jahren in Frieden auf Barbados lebten und den Fischreichtum in den umliegenden Korallenriffen und den fruchtbaren Boden nutzten, wo sie Pflanzen wie Maniok anbauten, ein Grundnahrungsmittel vieler Bajan, wie sich die Bewohner selbst nennen. Um 1250 kam es möglicherweise zu einer „Kariben“-Invasion, als ein anderer indianischer Stamm, die „Kariben“, in die Siedlungen der Arawaks einfiel. Die Kariben waren ein Stamm mit überlegenen Kampftechniken. Sie töteten viele der Arawak oder vertrieben sie auf Nachbarinseln. In jedem Falle ging die Bevölkerung nach 1100 stark zurück, lange wurde angenommen, sie sei gänzlich verschwunden. Einige Quellen wiesen auf eine verlassene Insel hin. Andere Quellen verweisen auf die Versklavung von ursprünglichen Bewohnern der Insel.

### Gescheiterte spanische Kolonisierung und Entvölkerung
Der erste Kontakt mit Europäern dürfte im späten 15. und frühen 16. Jahrhundert stattgefunden haben, als Spanier Barbados besuchten. Im Jahr 1492 sollen sie Barbados offiziell entdeckt haben, da der Bevölkerungsrückgang der Indianer die Insel „unbewohnt“ gemacht hatte. Auch die Portugiesen erreichten Barbados, während sie nach Brasilien weitersegelten. Sie unternahmen jedoch keine Anstrengungen mit den Kariben zu kämpfen, also auch keine Bemühungen, die Insel zu kolonisieren.
Zu dieser Zeit erhielt die Insel jedoch erstmals den Namen „Barbados“. Der portugiesische Entdecker Pedro Campos kam 1536 auf die Insel und nannte sie Barbados („Bärtige“), entweder wegen der bärtigen Feigenbäume oder der bärtigen Männer auf der Insel.
Es wird angenommen, dass die Ureinwohner, die der Versklavung entgingen, in andere Teile der Region flohen. Trotz der geschickten Kriegsführung der Kariben vernichteten die Spanier diese lokale Bevölkerung; entweder durch die Gefangennahme der Kariben und deren Deportation als Sklaven nach Spanien oder in dessen Kolonien, durch die Flucht der Kariben auf nahegelegene Inseln oder durch den Tod der Kariben durch ihnen unbekannte europäische Krankheiten.
Obwohl die Spanier die Kontrolle über die Insel übernahmen, verließen sie Barbados bald, um größere Karibikinseln zu übernehmen, wodurch Barbados erneut unbewohnt blieb. Bis zur Mitte des 16. Jahrhunderts hatten europäische Entdecker – vor allem aufgrund der geringen Größe, der Abgeschiedenheit und der Entvölkerung der Insel – ihre Ansprüche auf die Insel praktisch aufgegeben, und Barbados blieb ohne Bevölkerung.

### Britische Kolonie

#### Gründung erster Siedlungen,House of Assembly1639 und der landwirtschaftlichen Produktion

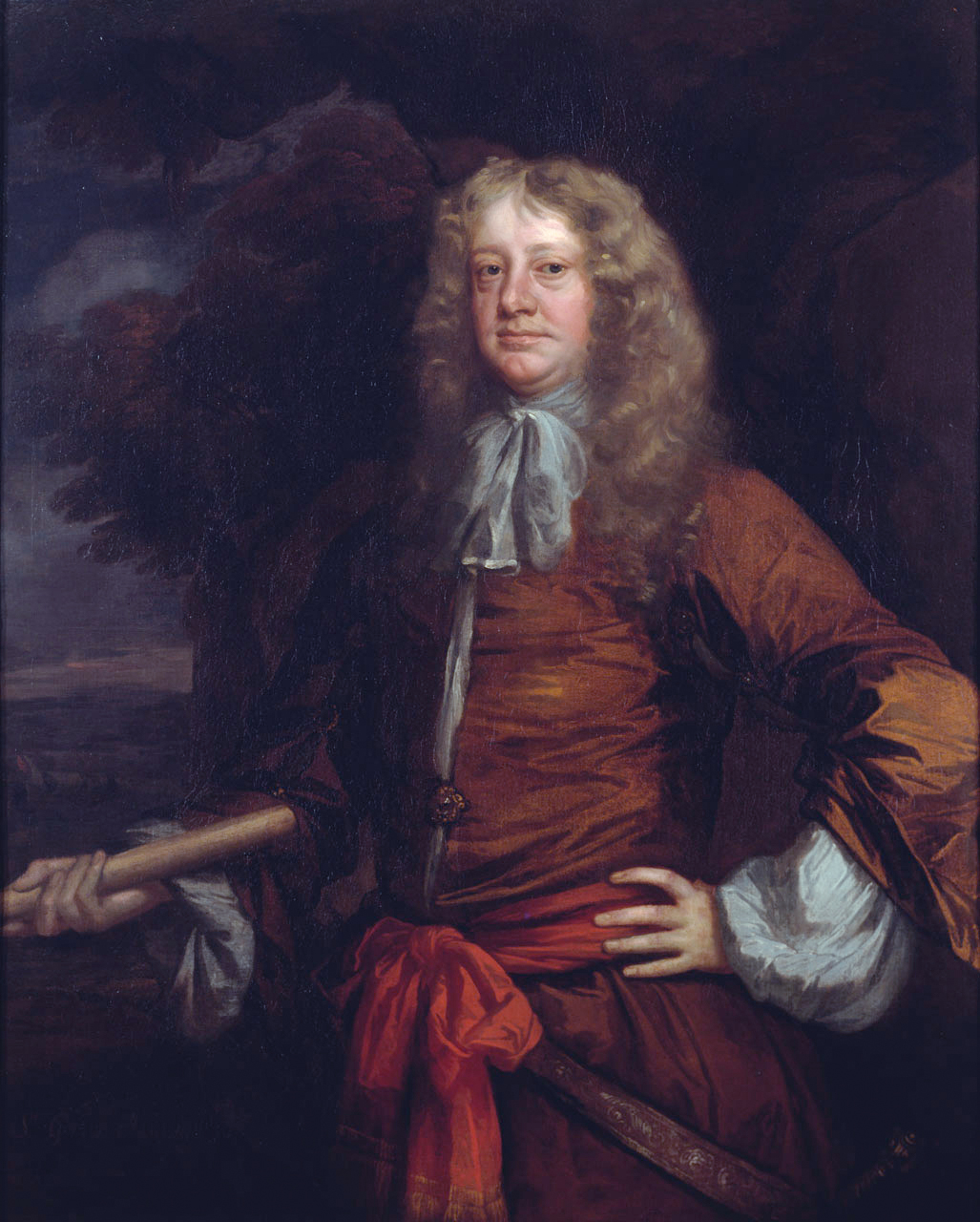
Sir George Ayscue eroberte während des englischen Bürgerkrieges 1651 Barbados und die anderen noch unter Kontrolle der Royalisten stehenden Karibikinseln.

Am 4. Mai 1625 landete Kapitän John Powell ein englisches Schiff an den verlassenen Küsten von Barbados. Diese Landung soll ein Navigationsfehler gewesen sein, als die Besatzung vom Kurs von Brasilien nach England abkam und auf Barbados landete. Dennoch beanspruchte Powell die Insel im Namen von König Jakob I. von England. Diese englische Expedition beurteilte dabei das Potenzial der Insel.
Die ersten britischen Siedler kamen am 17. Februar 1627 auf Barbados an, mitgebracht auf dem Schiff William and John unter dem Befehl von Kapitän Henry Powell, einem Bruder von John Powell. Sie bestand aus 80 englischen Siedlern und zehn entführten irischen und englischen Arbeitern. Die Engländer begannen mit der Besiedlung der von den Spaniern entvölkerten Insel. Sie nannten die Siedlung „Jamestown“, das heutige Holetown.
Im Laufe des nächsten Jahrzehnts wurde Barbados unter den wohlhabenden englischen Adligen aufgeteilt, die über die finanziellen Mittel und Verbindungen verfügten, um das Land zu verwalten und zu entwickeln. Obwohl die Portugiesen und Spanier Barbados schon früher besucht hatten, war England die erste europäische Nation, die eine dauerhafte Siedlung auf der Insel errichtete und als „erste Siedler“ bekannt wurde.
Die frühe Zeit der englischen Besiedlung war von der Unsicherheit geprägt, die sich aus der seltenen Versorgung mit Lieferungen aus England und der Schwierigkeit ergab, eine profitable Exporternte aufzubauen. Dies wurde durch erbitterte Auseinandersetzungen über die Ansprüche rivalisierender Grundherren und über die Frage der Loyalität gegenüber der britischen Krone oder dem Parlament während der Verfassungskonflikte der 1640er Jahre, die zu den englischen Bürgerkriegen führten, erschwert. Wie in den früheren Fällen von Bermuda und Virginia wurde 1639 unter Gouverneur Henry Hawley auf Barbados eine Versammlung (Barbados House of Assembly) bestehend aus Eigentümern von mindestens 10 Acres (4 Hektar) freiem Land gegründet. Jährlich fanden Wahlen statt, so dass es historisch gesehen auch die dritte parlamentarische Demokratie weltweit war. Es gab auch einen Rat und einen Gouverneur, die zunächst vom Gutsbesitzer und nach den 1660er Jahren vom König ernannt wurden. Die Bevölkerungszahl wuchs auf 40.000 an. Doch in der zweiten Hälfte des 17. Jahrhunderts verdrängten großangelegte Plantagen die zahlreichen Kleinbauern. Diejenigen, die auf der Insel blieben, obwohl sie verarmt waren und auf schlechtem Land lebten, wurden als Poor Whites bezeichnet.

#### Zuckerrevolution und Sklaverei (ab etwa 1640)

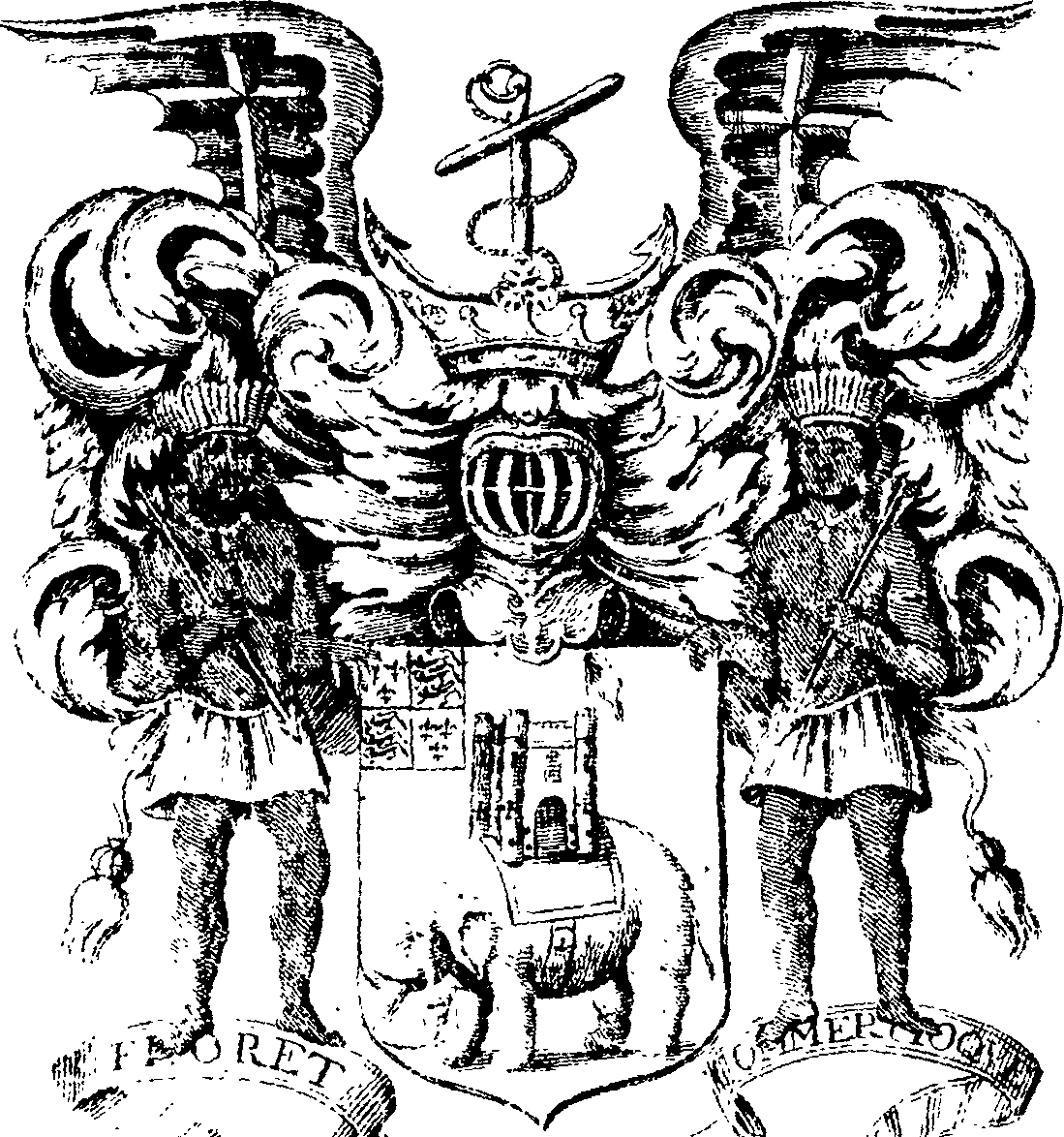
Logo der Royal African Company, ein britisches Versklavungsunternehmen, das immer mehr afrikanische Männer, Frauen und Kinder zur Arbeit nach Barbados brachte.

Der Zuckerrohranbau begann 1640 und wurde eine der größten Zuckerrohrindustrien der Welt. Barbados ist in große Zuckerrohrplantagen unterteilt. Die Wirtschaft der frühen Kolonialzeit war durch ein Muster von Familienbetrieben und einer Vielfalt an Produkten geprägt, darunter Aloen, Färbermaulbeerbaume, Indigo und vor allem Baumwolle und Tabak. Die Suche nach einer rentablen Exporternte endete in den 1640er Jahren, als die Kolonisten dank niederländischer Hilfe die Umstellung auf die Zuckerproduktion ermöglichten. Einer der führenden Kolonisten war der englische Offizier James Drax (1609–1662), der die Abholzung der Insel und Errichtung von großen, produktiven und rentablen Zuckerrohrplantagen vorantrieben hatte.
Die so genannte „Zuckerrevolution“ hatte weitreichende soziale, wirtschaftliche und politische Folgen. Die Elite auf Barbados entschied sich für eine Form der Zuckerproduktion, die den höchsten Gewinn einbrachte – allerdings mit hohen sozialen und ökologischen Kosten. Sie beschloss, große Zuckerrohrplantagen anzulegen, die von Sklaven aus Westafrika bewirtschaftet wurden, die auf die Insel verschleppt und gemäß einer Reihe von Sklavengesetzen, die ab 1636 erlassen wurden, lebenslang dienstbar gemacht wurden. Landarbeiter wechselten von weißen britischen Gefangenen und armen Einwanderern zu schwarzen, versklavten Westafrikanern, die nach Barbados gebracht wurden, um dort Zuckerrohr anzubauen. Die ursprüngliche Vegetation verschwand bis 1665, sieht man von wenigen Flecken ab, fast gänzlich von der Insel; um 1750 musste Holz importiert werden, da die tropischen Wälder auf der Insel abgeholzt worden waren. Im 21. Jahrhundert besteht nur noch ein Mangrove-Feuchtgebiet in Graeme Hall.
„Rasse“ war ein zentraler Statusfaktor. Es gab drei „rassische“ oder ethnische Gruppen: Weiße, Farbige (teils europäischer und teils afrikanischer Herkunft oder Abstammung) und Schwarze. Einige Weiße waren frei und andere waren vertraglich verpflichtet, einige Farbige waren frei und andere wurden versklavt und einige Schwarze waren frei und einige wurden versklavt. Es wurden allerdings keine Weißen versklavt. Zwischen 1640 und 1700 kam es dadurch bedingt zu einer doppelten Bevölkerungsbewegung. Viele kleine Familienbetriebe wurden aufgekauft und zu Plantagen zusammengelegt. Infolgedessen kam es zu einer erheblichen Auswanderung von Weißen nach Jamaika und in die nordamerikanischen Kolonien, insbesondere ins heutige North und South Carolina. Gleichzeitig brachten die Royal African Company, ein britisches Versklavungsunternehmen, und andere Sklavenhändler immer mehr afrikanische Männer, Frauen und Kinder zur Arbeit auf die Felder, in Mühlen und in Häuser. Viele Weiße verließen in dieser Zeit die Insel, wodurch Barbados unter der Kontrolle einer Handvoll europäischer Plantagenbesitzer blieb, die das Parlament leiteten. Die Jahre zwischen 1661 und 1688 gelten als Slavery Days. Die Gesellschaft auf Barbados bestand aus drei Kategorien von Personen: Freie, Vertragsgebundene und Versklavte. Dementsprechend veränderte sich auch die ethnische Zusammensetzung der Bevölkerung. Im Jahr 1860 waren 75 % der Bewohner und 95 % der Arbeitskräfte schwarze Sklaven, die Einsatzzeit der Sklaven betrug durchschnittlich wegen unmenschlichen Arbeitsbedingungen, mangelnder Ernährung und tropischen Krankheiten nur sieben Jahre.
Auf den europäischen Märkten war Zucker ein wertvolles Gut, und die Zuckerrohrplantagen erzielten vor allem im 17. Jahrhundert enorme Gewinne aus dem frühen Vorsprung, den die Insel in der Zuckerproduktion erlangte. Zunehmender Wohlstand führte zur Festigung der politischen Macht einer Pflanzer-Elite und die barbadische Gesellschaft wurde zu einer Plantokratie, in der Pflanzer die Wirtschaft und die Regierungsinstitutionen kontrollierten. In den frühen 1640er Jahren gab es wahrscheinlich 37.000 Weiße und 6.000 Schwarze, 1684 gab es etwa 20.000 Weiße und 46.000 Schwarze und im Jahr 1834, als die Sklaverei abgeschafft wurde, gab es etwa 15.000 Weiße und 88.000 Schwarze und Farbige. Bis zum Ende des 18. Jahrhunderts hatte sich die Bevölkerung Barbados somit von mehrheitlich weißen Briten zu mehrheitlich schwarzen Afrikanern gewandelt, und es kam zu Spannungen zwischen Sklaven und Sklavenhaltern.
Auch die humanitäre Bewegung in England gewann an Dynamik, als Anti-Sklaverei-Aktivisten für die Abschaffung des Sklavenhandels kämpften. Durch den Slave Trade Act von 1807 wurde jedoch lediglich der Sklavenhandel verboten, während die Sklaverei im gesamten britischen Weltreich bestehen blieb. Die Afrikanische Institution legte 1815 dem britischen Parlament einen Gesetzentwurf zur Sklavenregistrierung vor, mit dem die Sklaverei in den Kolonien abgeschafft werden sollte. Dies wurde abgelehnt, was in den Sklavengemeinschaften großen Unmut hervorrief. Obwohl sich Sklaven vielfach ihrer Ausbeutung widersetzten, sorgte die Macht der Pflanzer dafür, dass ihre Kontrolle, abgesehen von einem großen Sklavenaufstand, der von der örtlichen Miliz und britischen Truppen niedergeschlagen wurde, nicht gefährdet war. Bussa, ein in Afrika geborener versklavter Barbadier, führte diesen größten Sklavenaufstand in der Geschichte Barbados 1816 an. Hunderte von Menschen erhoben sich, um die Klasse der weißen Pflanzer zu stürzen, doch die Sklavenarbeit wurde dadurch nicht abgeschafft.

#### Abschaffung der Sklaverei (1834–1838)
Weitere größere Aufstände im Jahr 1823 in Demerara, heute Teil von Guyana, und zwischen 1831 und 1832 in Jamaika erhöhten den Druck auf die britische Regierung, sich mit der Sklaverei zu befassen. Am 28. August 1833 verabschiedete die britische Regierung das Gesetz zur Abschaffung der Sklaverei (Slavery Abolition Act), das am 1. August 1834 in Kraft trat. Obwohl die Sklaverei nun offiziell abgeschafft worden war, blieb eine vierjährige „Lehrzeit“ bestehen, in der „freie Männer“ im Austausch für kleine Unterkünfte weiterhin ohne Bezahlung arbeiteten. Dieser Zustand hielt bis zum 1. August 1838 an, als man sich auf die Freilassung aller versklavten Menschen einigte. Die 1838 errungene Freiheit wurde gefeiert, als über 70.000 Barbadier afrikanischer Abstammung auf die Straße gingen. Nach der Emanzipation nutzten viele Barbadier das kostenlose englischsprachige Bildungssystem. Einige arbeiteten weiterhin auf den Zuckerrohrfeldern, während andere Tätigkeiten in der Verwaltung ausübten.

Flagge des Gouverneurs von Barbados (1870–1966)

Damit waren freie Arbeiter erstmals in der Lage, Land auf Barbados zu erwerben. Da die Zuckerrohrproduktion jedoch kosteneffizient große Hektar Land erforderte, zögerten die Plantagenbesitzer, ihre Ländereien zum Kauf aufzuteilen. Trotz dieser Zurückhaltung gab es Ausnahmen. 1841 bot Reynold Alleyne Elcock seinen Arbeitern die Möglichkeit, durch sein Vermächtnis einen Teil seines Plantagenlandes zu kaufen. In den Jahren 1841 bis 1842 wurde ein Teil seines Besitzes aufgeteilt und Arbeiter konnten kleine Grundstücke mittels Ratenzahlungen erwerben. Später, in den Jahren 1856 bis 1857, folgte Peter Chapman diesem Beispiel und teilte sein Anwesen in verkäufliche Grundstücke auf und setzte damit den Trend zur Schaffung von „freien Dörfern“ auf Barbados.
Auch während der Krisen des 19. Jahrhunderts, die durch die besagte Emanzipation, den Freihandel und die Konkurrenz durch die europäische Rübenzuckerindustrie verursacht wurden, blieb Zucker auf Barbados der zentrale Wirtschaftsfaktor. Dies lag vor allem daran, dass eine dichte Bevölkerung billige Arbeitskräfte bereitstellte und dass die politische Macht der Pflanzer und der Handelselite dafür sorgte, dass staatliche Ressourcen im Notfall zur Rettung der Industrie eingesetzt wurden. Die Arbeiter trugen daher die Last niedriger Löhne und minimaler Sozialleistungen. Diese Situation förderte die Auswanderung, die oft von der Elite vereitelt wurde, und weiterhin, wenn auch vergebliche politische Proteste.

#### Niedergang der Zuckerindustrie, Wanderarbeit, politische Selbstorganisation und der Weg in die Unabhängigkeit

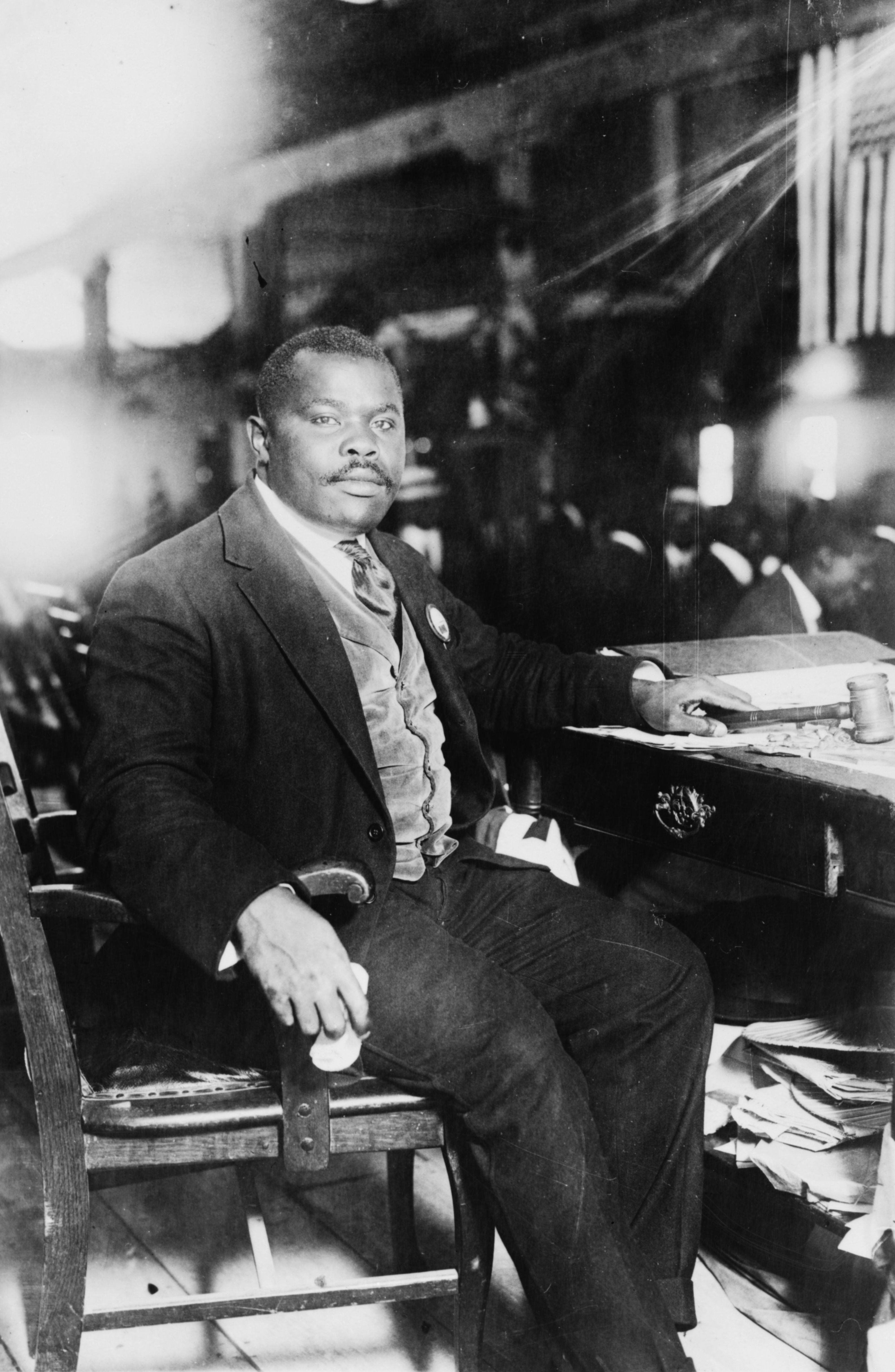
Die Ausbreitung der schwarzen nationalistischen Bewegung des jamaikanischen Führers Marcus Garvey hatten in den 1930er Jahren die Bedingungen für eine Arbeiterrevolte geschaffen.

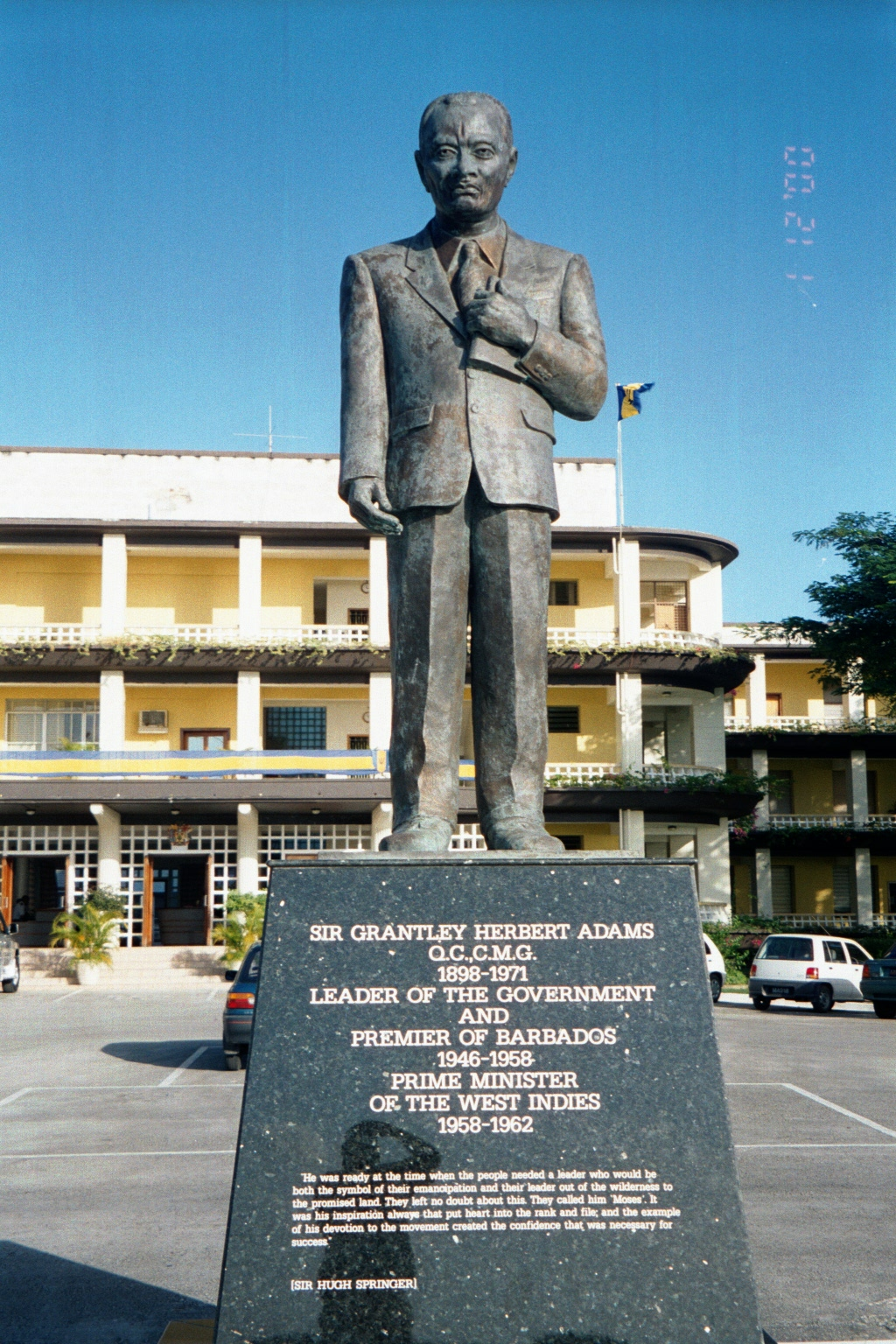
Sir Grantley Herbert Adams war Gründer der Barbados Labour Party (BLP) und zwischen 1954 und 1958 Premier von Barbados.

Im 20. Jahrhundert zwangen die steigenden Produktionskosten für Zuckerrohr viele Plantagenbesitzer dazu, ihre Grundstücke zu verkaufen, und die freien Arbeiter waren endlich in der Lage, davon zu profitieren. Zwischen 1900 und 1919 wurden 158 Plantagen auf Barbados versteigert. Der größte Teil des Landes wurde in freie Dörfer umgewandelt, und die lokale Bevölkerung konnte ihren Besitz durch Arbeit im Ausland aufrechterhalten, anstatt von den immer schlechter werdenden Zuckerrohrbedingungen auf Barbados abhängig zu sein. Allerdings kam es im Ersten Weltkrieg zu einem erneuten Anstieg der Zuckernachfrage, was dazu führte, dass Barbados einen dramatischen Wiederaufschwung des Wohlstands erlebte. Doch 1925 sanken die Zuckerpreise erneut und die Arbeiter suchten abermals Arbeit im Ausland. Dennoch versiegte Mitte der 1930er Jahre die Arbeit im Ausland und Barbados sah sich plötzlich mit einer wachsenden Bevölkerung konfrontiert, die kaum eine Möglichkeit hatte, eine zufriedenstellende Beschäftigung zu finden, um sich selbst zu ernähren.
In den 1930er Jahren konnte der soziale und politische Druck von unten somit nicht mehr eingedämmt werden. Der Bevölkerungszuwachs, die Schließung von Auswanderungsmärkten, die wirtschaftlichen Auswirkungen der Weltwirtschaftskrise sowie die Ausbreitung der sozialistischen Ideologie und der schwarzen nationalistischen Bewegung des jamaikanischen Führers Marcus Garvey hatten die Bedingungen für eine Arbeiterrevolte geschaffen. Zu diesem Zeitpunkt hatten bürgerliche Reformer begonnen, gegen das eingeschränkte politische Wahlrecht (das Wahlrecht war auf Männer beschränkt und wurde durch Einkommen und Eigentumsvoraussetzungen eingeschränkt) und die unzureichenden sozialen Dienste zu agitieren.
Die Unabhängigkeitsbewegung begann zu dieser Zeit, als auch die Nachkommen der befreiten Sklaven darum kämpften, hohe Beschränkungen beim Wahlrecht zu überwinden. Am 26. Juli 1937 eskalierte die Unzufriedenheit, die durch die Kombination aus Überbevölkerung, niedrigen Löhnen und mangelnden Beschäftigungsmöglichkeiten auf Barbados entstand, zu einem Aufstand. Aus einer Reihe von Arbeitsunruhen und dem Aufstand im Jahr 1937 ging schließlich eine klare Herausforderung an die Kolonialverwaltung hervor. Die Reaktion der britischen Regierung trug zu dieser erfolgreichen Herausforderung bei. Die „West Indies Royal Commission“, wegen ihres Vorsitzenden Walter Guinness, 1. Baron Moyne auch Moyne Commission genannt, die 1938 entsandt wurde, um über die sozialen und wirtschaftlichen Bedingungen auf den britischen Westindischen Inseln zu berichten, befürwortete einige der politischen und sozialen Reformen, die von den Führern der neuen Massenorganisationen gefordert wurden, insbesondere die vollständige Legalisierung der Gewerkschaften und die Ausweitung des politischen Wahlrechts.
In dieser Zeit der Unruhen entstand 1938 die Barbados Progressive League, später bekannt als Barbados Labour Party (BLP), gegründet und geführt von Sir Grantley Herbert Adams. 1942 erlebte Adams die Einführung des Mindestlohngesetzes und die Senkung der umstrittenen Einkommensvoraussetzung für das Wahlrecht, was Barbados auf dem Weg in die Unabhängigkeit sicherte. Die Umsetzung dieser Reformen in den 1940er Jahren bildete die wesentliche Grundlage für die Institutionalisierung politischer Massenorganisationen, die zum Hauptmittel zur Beschneidung der politischen Macht der Elite wurden. Auf Barbados erlangten somit schwarze politische Führer ab 1944 die Vorherrschaft.
1946 wurde das „Bushe-Experiment“ ins Leben gerufen, mit der Absicht, ein gerechtes System zur Vertretung der Mitglieder des House of Assembly zu schaffen, das tatsächlich Auswirkungen auf Gesetze haben könnte. 1950 wurde das allgemeine Wahlrecht für Erwachsene eingeführt. Dies ebnete den Weg für die Abschaffung des jahrhundertealten Sakristeisystems (Vestry system) und für die vollständige interne Selbstverwaltung Barbados 1958. Die Frage zu dieser Zeit war nun nicht mehr, ob Barbados die vollständige Unabhängigkeit anstreben sollte, sondern wann.
Nachdem Hugh Gordon Cummins zwischen 1958 und 1961 als Nachfolger von Adams Premier war, wurde 1961 Errol Walton Barrow mit seiner Democratic Labour Party (DLP) an die Macht gewählt. 1961 wurde die vollständige interne Selbstverwaltung erreicht. Barbados war zu dieser Zeit zwischen dem 3. Januar 1958 und dem 31. Mai 1962 Teil der Föderation der Westindischen Inseln mit den britischen Kolonien im Karibikraum als Provinzen der Föderation. Nach dem Auseinanderbrechen der Föderation 1962 gingen die einzelnen Provinzen eigene Wege, einige wurden schließlich unabhängig, andere sind weiterhin Commonwealth Realms.

### Unabhängigkeit im Rahmen des Commonwealth of Nations

#### Die erste Amtszeit von Premierminister Errol Barrow (1966 bis 1976)

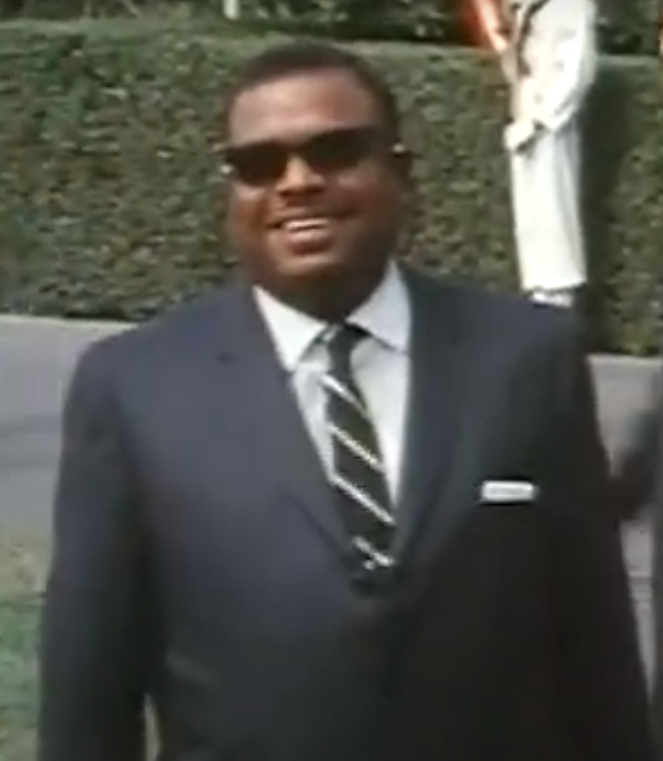
Errol Barrow, der zwischen 1961 und 1966 erst Premier sowie von 1966 bis 1976 und von 1986 bis 1987 Premierminister war.

Am 30. November 1966 erhielt Barbados als Teil des Commonwealth of Nations die Unabhängigkeit mit einem Generalgouverneur, der den britischen Monarchen als Staatsoberhaupt vertrat, und einem Premierminister als Chef der Regierung, nachdem zuvor bereits seit 1954 Premiers im Rahmen der Teilautonomie bestimmte Regierungsgeschäfte vornahmen.
Nach dem Sieg bei den Wahlen am 3. November 1966 wurde der Vorsitzende der 1955 gegründeten Democratic Labour Party (DLP) und seit 1961 amtierende Premier, Errol Barrow, erster Premierminister und bekleidete dieses bis 1976 sowie erneut von 1986 bis zu seinem Tode 1987. Bei den Parlamentswahlen 1966 traten vier Parteien an. Die Barbados Labour Party (BLP) unter der Führung von Grantley Adams, die Democratic Labour Party (DLP) unter der Führung von Premierminister Errol Barrow, die Barbados National Party (BNP), angeführt von Ernest Deighton Mottley und die People’s Progressive Movement (PPM), angeführt von Glenroy Straughn. An der Wahl nahmen 59 Kandidaten teil: BLP – 21, DLP – 24, BNP – 4, PPM – 2 und 8 unabhängige Kandidaten. Das Ergebnis war ein Sieg der Democratic Labour Party, die 14 der 24 Sitze im House of Assembly gewann. Die BLP gewann 14 Sitze und die BNP die restlichen zwei Sitze. Die Wahlbeteiligung lag bei 79,7 Prozent.
Barbados erweiterte 1967 seine internationalen Beziehungen, indem es Mitglied der Vereinten Nationen und der Organisation Amerikanischer Staaten (OAS) wurde. Zu diesem Zeitpunkt expandierte und diversifizierte sich die Wirtschaft, was hauptsächlich auf die Politik der Regierungen zurückzuführen war, die nach dem Machtverlust der Pflanzer-Händler-Elite gebildet wurden. Barbados spielt als Mitglied des Commonwealth weiterhin eine führende Rolle beim Aufbau regionaler Zusammenarbeit. 1968 half Premierminister Barrow bei der Gründung der Karibischen Freihandelsassoziation CARIFTA (Caribbean Free Trade Area), aus der 1973 die Karibische Gemeinschaft und der Gemeinsame Markt CARICOM (Caribbean Community and Common Market) hervorgingen. Die Insel hat auch enge Beziehungen zu anderen Ländern in der weniger entwickelten Welt aufgebaut.
Am 9. September 1971 fanden in Barbados allgemeine Wahlen statt. Bei den Wahlen zur Erneuerung aller Mitglieder des House of Assembly nach dem regulären Ablauf ihres Mandats wurde das First-past-the-post-System („Wahl der ersten Wahl“) angewendet, eine einfache Mehrheitswahl nach dem Westminster-System. Diese waren 1966 gewählt worden, bevor das Land seine Unabhängigkeit erlangte. 1971 wurde das System der Doppelwahlkreise, die auf den Grenzen der 11 Gemeinden und der Stadt Bridgetown basierten, abgeschafft. Vierundzwanzig Einzelwahlkreise wurden auf der Grundlage einer durchschnittlichen Wählerschaft pro Wahlkreis innerhalb einer zulässigen prozentualen Abweichung von 90 Prozent bis 110 Prozent gemäß dem Representation of the People Act von 1971 eingerichtet. Bei den Parlamentswahlen 1971 traten zwei Parteien an: die regierende Democratic Labour Party (DLP) unter der Führung von Premierminister Barrow und die oppositionelle Barbados Labour Party (BLP) unter der Führung von Harold Bernard St. John. Es gab 50 Kandidaten, wobei sowohl die BLP als auch die DLP insgesamt 24 Kandidaten präsentierten. Es gab zudem zwei unabhängige Kandidaten. Das Ergebnis war ein Sieg der Democratic Labour Party, die 18 der 24 Sitze gewann, während auf die DLP sechs Sitze entfielen. Die Wahlbeteiligung lag bei 81,64 Prozent. Premierminister Errol Barrow, Vorsitzender der siegreichen DLP, wurde für eine dritte fünfjährige Amtszeit wiedergewählt und bildete ein neues Kabinett.

#### Wahlniederlage und Regierung der BLP unter den Premierministern Adams und St. John (1976 bis 1986)

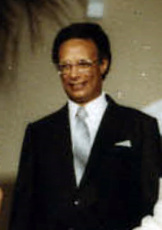
John Michael Geoffrey Manningham „Tom“ Adams war von 1976 bis zu seinem Tode 1985 Premierminister.

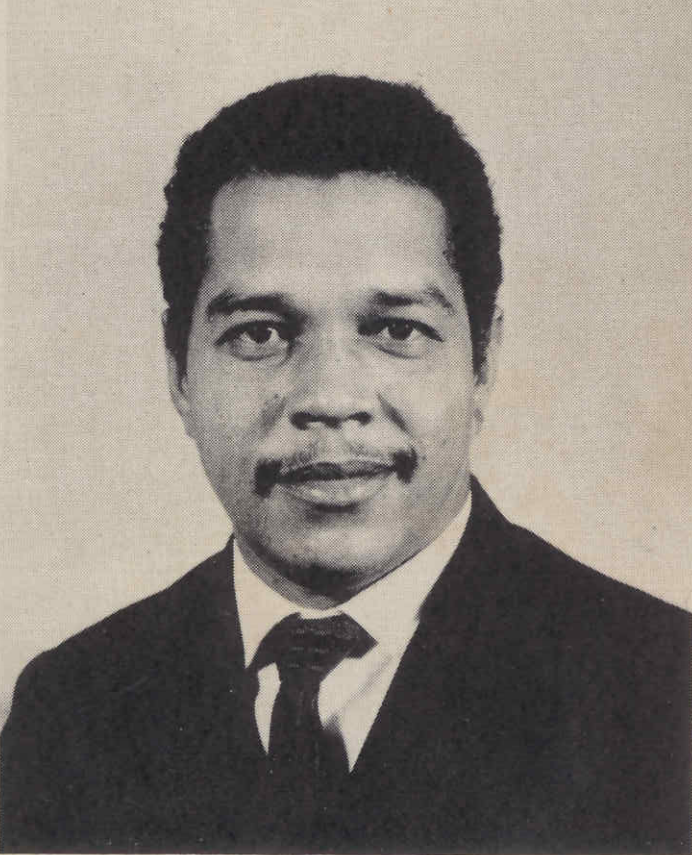
Harold Bernard St. John, der nach dem Tode von Tom Adams zwischen 1985 und 1986 Premierminister war.

Am 2. September 1976 fanden in Barbados die nächsten Parlamentswahlen statt. Die Wahlen für alle 24 Sitze im House of Assembly fanden nach dem Prinzip „Wahl der ersten Wahl“ statt. Bei den Parlamentswahlen traten drei Parteien an: die regierende Democratic Labour Party (DLP), die Barbados Labour Party (BLP) und die neu gegründete People’s Political Alliance (PPA). Es gab 59 Kandidaten, wobei sowohl die BLP als auch die DLP insgesamt 24 Kandidaten präsentierten. Die PPA stellte acht Kandidaten vor und es gab drei unabhängige Kandidaten. Die 15-jährige Amtszeit des scheidenden Premierministers Errol Barrow endete mit dem Wahlniederlage. Die BLP – die sich unter anderem für ein Programm zur Bekämpfung der Arbeitslosigkeit, für freies Unternehmertum und für neue Gesichter und neue Ideen in der Regierung eingesetzt hatte – gewann weitere elf Parlamentssitze, womit sich die neue Gesamtzahl auf 17 erhöht. Auf die bislang regierende DLP entfielen nur noch sieben Sitze. Die Wahlbeteiligung lag bei 74,09 Prozent. Der Vorsitzende er BLP-Chef John Michael Geoffrey Manningham „Tom“ Adams wurde daraufhin als neuer Premierminister vereidigt.
In der Wirtschafts- und Außenpolitik verfolgte Adams einen Rechtskurs. 1978 begann der Inselstaat mit dem Aufbau eigener Verteidigungsstreitkräfte, den Barbados Defence Force, die offiziell am 15. August 1979 gegründet wurden. Im März 1979 wurden die während des Zweiten Weltkrieges eingerichteten Stützpunkte der US-Streitkräfte geräumt.
Die nächsten Parlamentswahlen in Barbados fanden am 18. Juni 1981 statt. Die Wahlen für alle Sitze im House of Assembly fanden wiederum nach dem Prinzip „Wahl der ersten Wahl“ statt, wobei die Zahl der Sitze wurde um drei auf 27 erhöht wurde. Im Jahr 1980 wurde mit dem Representation of the People (Amendment) Act die Höchstzahl der Sitze im House of Assembly von 24 auf 27 erhöht, die erste Erhöhung seit 1843. Das Parlament war am 26. Mai 1981 gemäß einer Proklamation von Sir Deighton Lisle Ward, dem Generalgouverneur von Barbados, aufgelöst worden. Die Wahlen von 1981 waren die dritten seit der Unabhängigkeit Barbados von Großbritannien im Jahr 1966. Hauptkandidaten um die 27 Sitze des erweiterten House of Assembly waren wie in der Vergangenheit die regierende Barbados Labour Party (BLP) unter der Führung von Premierminister „Tom“ Adams und die Democratic Labour Party (DLP) unter der Führung des ehemaligen Premierministers Errol Barrow. Beide galten als gemäßigte Parteien. Die BLP unterstrich ihre jüngste Amtszeit, bei der die Arbeitslosigkeit zurückging und das Pro-Kopf-Einkommen deutlich stieg. Insgesamt traten 59 Kandidaten aus den beiden politischen Parteien zur Wahl an. Sowohl die BLP als auch die DLP präsentierten eine vollständige Liste von 27 Kandidaten. Es gab auch fünf unabhängige Kandidaten. Am Wahltag gewann Adams eine zweite Amtszeit, da seine Partei mit 17 Mandaten die gleiche Anzahl an Sitzen wie zuvor gewann, ihre parlamentarische Mehrheit jedoch aufgrund der zwischenzeitlichen Erweiterung der Versammlung reduziert wurde. Die DLP von Barrow gewann somit zehn Mandate. Die Wahlbeteiligung lag bei 71,59 Prozent.
Premierminister Adams unterstützte die am 25. Oktober 1983 begonnene US-Invasion in Grenada. Die unter dem Codenamen „Operation Urgent Fury“ durchgeführte Invasion führte innerhalb weniger Tage zu einer militärischen Besetzung. Auslöser waren die Unruhen innerhalb der Revolutionären Volksregierung, die zum Hausarrest und der Hinrichtung des früheren Führers und zweiten Premierministers Grenadas, Maurice Bishop, sowie zur Gründung des Revolutionären Militärrats mit Hudson Austin als Vorsitzendem führten. Die Invasion führte zur Ernennung einer Übergangsregierung, gefolgt von Wahlen im Jahr 1984. Am 11. März 1985 erlag Premierminister Tom Adams einem Herzinfarkt. Sein Nachfolger wurde daraufhin der bisherige stellvertretende Premierminister Harold Bernard St. John.

#### Wahlsieg der DLP, zweite Amtszeit von Errol Barrow und Regierung Sandiford (1986–1994)

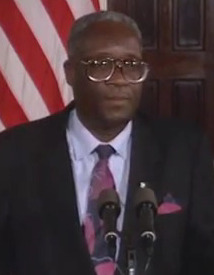
Lloyd Erskine Sandiford fungierte nach dem Tode von Errol Barrow zwischen 1987 und 1994 als Premierminister.

Am 28. Mai 1986 fanden in Barbados die nächsten Parlamentswahlen statt. Die Wahlen für alle 27 Sitze im House of Assembly fanden wie üblich nach dem Prinzip „Wer zuerst an den Posten vorbei“ statt, statt. Der Termin für die allgemeinen Wahlen, die drei Monate vor ihrem verfassungsgemäßen Termin stattfanden, wurde auf Anfang Mai 1986 festgelegt. Wie in der Vergangenheit waren die regierende Barbados Labour Party (BLP) unter der Führung des bisherigen Premierministers Bernard St. John und die oppositionelle Democratic Labour Party (DLP) unter der Führung von Errol Barrow die Hauptkandidaten. Die beiden Parteien unterschieden sich geringfügig in der Innenpolitik, teilten jedoch eine ähnliche prowestliche Außenpolitik. Die DLP hatte zugesagt, die Staatsausgaben, die Einkommenssteuer sowie die Versorgungs- und Benzinpreise zu senken. Insgesamt traten 63 Kandidaten aus drei politischen Parteien zur Wahl an. Sowohl die BLP als auch die DLP präsentierten eine vollständige Liste von 27 Kandidaten. Die Workers Party of Barbados (WPB) unter George Belle stellte zwei Kandidaten vor und es gab auch noch vier unabhängige Kandidaten. Am Wahltag errang die sozialistische DLP einen Erdrutschsieg und gewann 24 der 27 Sitze im House of Assembly. Der Sieg beendete ein Jahrzehnt der Herrschaft der konservativeren BLP und markierte die Rückkehr ins Amt von Barrow, der zuvor von 1961 bis 1976 Premierminister gewesen war. Die Wahlbeteiligung lag bei 76,70 Prozent. Errol Barrow wurde am 29. Mai 1986 vereidigt und gab am 3. Juni 1986 sein Kabinett bekannt.
Nach den Parlamentswahlen im Mai 1986 starb Premierminister Barrow am 1. Juni 1987 und wurde vom bisherigen stellvertretenden Premierminister Lloyd Erskine Sandiford abgelöst. Dieser versprach, Barrows Wirtschafts- und Sozialpolitik, insbesondere Steuerreformen, fortzusetzen. Im Februar 1989 verließen vier DLP-Mitglieder die Partei, um eine neue Partei namens National Democratic Party (NDP) zu gründen. Richard Haynes, ihr Vorsitzender, wurde anschließend zum Vorsitzenden der parlamentarischen Opposition ernannt.
Die nächsten Parlamentswahlen in Barbados fanden am 22. Januar 1991 statt. Die Wahlen für alle 28 Sitze im House of Assembly fanden wie üblich nach dem Prinzip „Wahl der ersten Wahl“ statt. Im Jahr 1990 erhöhte die Wahl- und Grenzkommission (Electoral and Boundaries Commission) im Rahmen ihrer Überprüfung der Wahlkreisgrenzen die Zahl der Sitze im House of Assembly von 27 auf 28. In der Wahl von 1991 ging die größte Herausforderung für die regierende DLP erneut von der Barbados Labour Party (BLP) aus, die bis 1986 im Amt war. Insgesamt traten 91 Kandidaten aus drei politischen Parteien zur Wahl an. Die Barbados Labour Party (BLP) – nunmehr angeführt von Henry Forde, die Democratic Labour Party (DLP) – angeführt von Premierminister Sandiford, und die National Democratic Party (NDP) – angeführt von Richard Haynes – präsentierten alle eine vollständige Liste von 28 Kandidaten. Es gab auch 7 unabhängige Kandidaten. Am Wahltag gewann Sandiford seine erste volle Amtszeit als Premierminister, da die DLP 18 der 28 Sitze des erweiterten House of Assembly eroberte. Die BLP gewann die restlichen 10. Die Wahlbeteiligung lag bei 63,72 Prozent. Am 26. Januar 1991 wurde ein neues Kabinett vereidigt.

#### Rückkehr der BLP an die Macht und die Amtszeit von Premierminister Arthur (1994–2008)

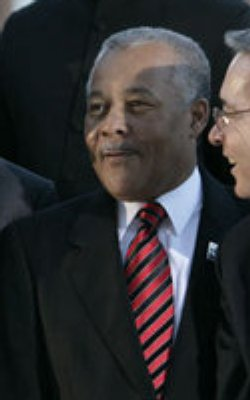
Owen Arthur war zwischen 1994 und 2008 Premierminister von Barbados.

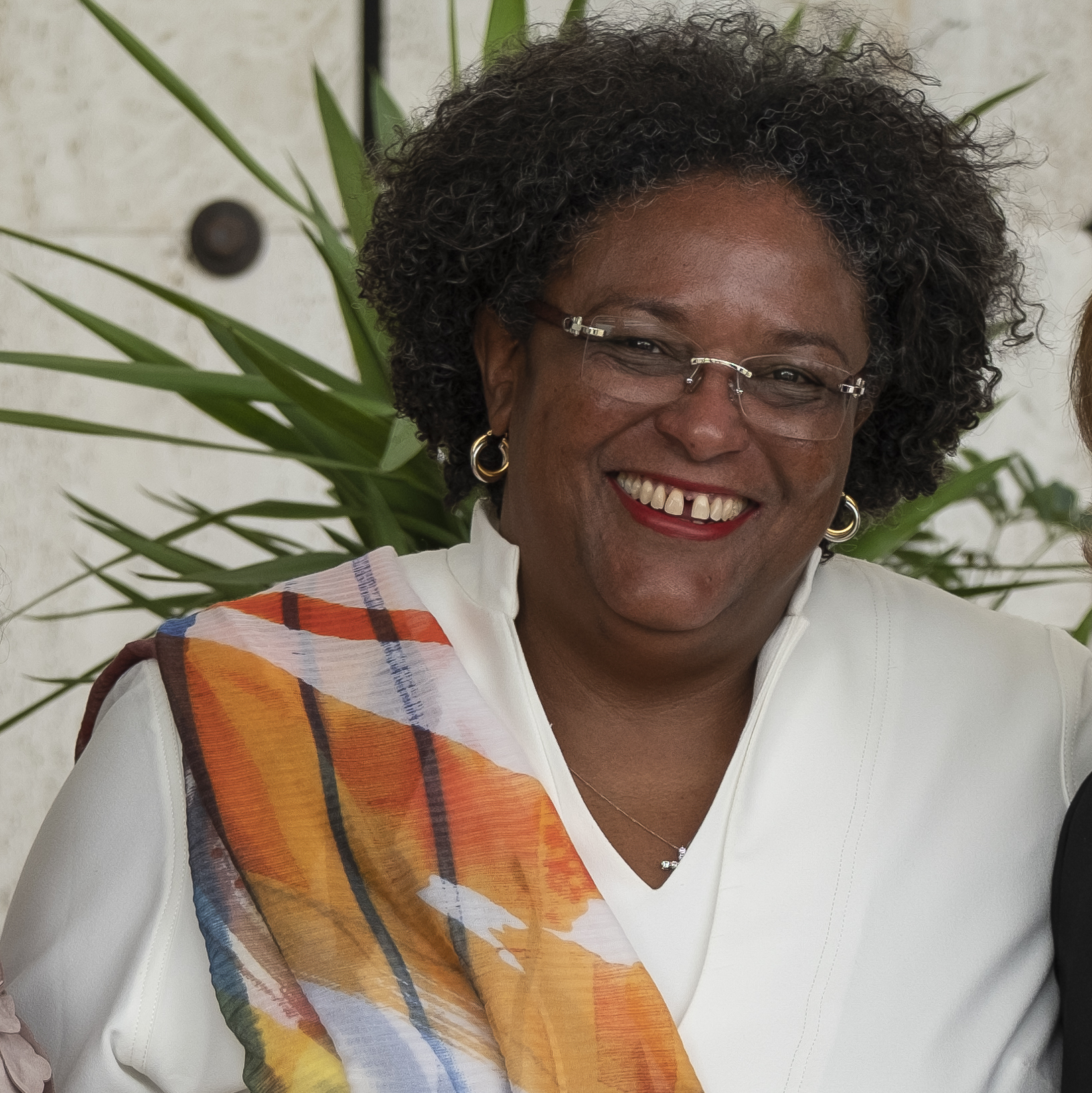
Mia Amor Mottley war von 2003 bis 2008 stellvertretende Premierministerin und ist seit 2018 als erste Frau Premierministerin von Barbados.

Am 6. September 1994 fanden in Barbados Parlamentswahlen statt, die für alle 28 Sitze im House of Assembly wie üblich nach dem Prinzip „Wahl der ersten Wahl“ erfolgten. Am 7. Juni 1994 unterlag die Regierung von Premierminister Sandiford von der Democratic Labour Party bei einem Misstrauensvotum im Parlament, als mehrere DLP-Dissidenten „das Wort ergriffen“, sich auf die Seite der oppositionellen Barbados Labour Party stellten und eine bestimmte Ernennung durch die Regierung kritisierten. Infolgedessen kündigte der seit 1987 amtierende Sandiford vorzeitige Wahlen für September und damit 16 Monate vor dem regulären Wahltermin an. Daraufhin wurde das Parlament aufgelöst und der Rechtsanwalt David Thompson neuer Vorsitzender der DLP. Insgesamt traten 92 Kandidaten aus drei politischen Parteien zur Wahl an. Die beiden großen Parteien – die Barbados Labour Party (BLP) – angeführt von Owen Artur, und die Democratic Labour Party (DLP) – angeführt von David Thompson – präsentierten beide eine vollständige Liste von 28 Kandidaten. Die von Richard Haynes geführte National Democratic Party (NDP) stellte 24 Kandidaten vor. Außerdem gab es 12 unabhängige Kandidaten. Die vorherigen Umfrageergebnisse spiegelten die Wut der Wähler über wirtschaftliche Probleme wider, insbesondere über die hohe Arbeitslosenquote des Landes (22 Prozent) und die Sparmaßnahmen, als die BLP den Sieg errang und damit acht Jahre DLP-Herrschaft beendete. Von den 12 unabhängigen Kandidaten hatte keiner Erfolg. Die BLP gewann mit 60.504 Stimmen (48,3 Prozent) 19 der 28 Sitze, während auf die bislang regierende DLP 47.979 Stimmen (38,3 Prozent) und acht Sitze erhielt. Die NDP gewann mit 15.980 Stimmen (12,8 Prozent) ein Mandat. Die Wahlbeteiligung lag bei 60,89 Prozent. Am 7. September 1994 wurde der Ökonom Owen Arthur als Premierminister vereidigt. Er legte das Wirtschaftswachstum als Priorität fest und kündigte an, dass der Barbados-Dollar nicht abgewertet werde. Das neue Kabinett wurde am 12. September 1994 vereidigt. Unter den zwölf Mitgliedern befanden sich alle drei in die Versammlung gewählten Frauen und drei Senatoren.
Am 1. Juni 1996 übernahm Clifford Husbands das Amt als Generalgouverneur. Am 16. März 1997 verstarb John Montague Stow, der zwischen 1959 und 1966 Gouverneur sowie im Anschluss von 1966 bis 1967 erster Generalgouverneur war. Im Mai 1997 fand in Bridgetown das erste Gipfeltreffen der USA mit 14 Ländern der Karibik statt. Neben der regionalen Zusammenarbeit stand die Drogenbekämpfung im Mittelpunkt.
Bei den Wahlen am 20. Januar 1999 gewann die Barbados Labour Party (BLP) von Premierminister Owen Arthur mit 65 Prozent der Stimmen 26 der 28 Sitze im Versammlungshaus (House of Assembly), während die oppositionelle Democratic Labour Party (DLP) mit 35 Prozent nur noch zwei Abgeordnete stellte. Insgesamt traten 58 Kandidaten zur Wahl an. Die beiden großen Parteien – die (BLP) – angeführt von Premierminister Artur, und die DLP unter David Thompson – präsentierten beide eine vollständige Liste von 28 Kandidaten. Ferner gab es zwei unabhängige Kandidaten. Während des kurzen Wahlkampfs verwies die BLP auf ihre solide Wirtschaftsleistung, die seit ihrer Machtübernahme im Jahr 1994 zu stetigem Wachstum (insbesondere in der Schlüsselbranche Tourismus) und einem starken Rückgang der Arbeitslosigkeit geführt habe. Die Opposition konterte, indem diese sich auf die Kriminalitätsrate und drogenbedingte Gewalt konzentrierte. Weitere Themen betrafen Familienwerte und Owen Arthurs Vorstoß für eine regionale politische Union, die der östlichen Karibik eine größere Rolle im Welthandel geben soll. Am Wahltag zeigten die Wähler ihre Zustimmung zur beeindruckenden Bilanz der Regierung, indem sie ihr 26 der 28 Sitze im Repräsentantenhaus verschafften – ein Plus von sieben. Die DLP ihrerseits verlor sechs Sitze, darunter den des ehemaligen Premierministers Lloyd Erskine Sandiford. Die Wahlbeteiligung lag bei 63,36 %. Am 25. Januar 1999 wurde ein neues 15-köpfiges Kabinett unter Premierminister Arthur vereidigt.
Bei einem Besuch des Generaldirektors der Ernährungs- und Landwirtschaftsorganisation der Vereinten Nationen (FAO), Jacques Diouf, am 14. August 2000 sagte dieser zu, dass die FAO Mittel zur Verfügung stellen werde, um die Wettbewerbsfähigkeit der landwirtschaftlichen Produkte zu erhöhen. Industrieminister Reginald Farley erklärte am 17. August 2000 in einem Gespräch mit dem britischen Hochkommissar für Barbados, Gordon Baker, der Bericht der Organisation für wirtschaftliche Zusammenarbeit und Entwicklung (OECD) über Steueroasen sei zu wenig spezifiziert und schade dem Ansehen seines Landes. Gleichzeitig versicherte er, dass die OECD und Barbados gleichermaßen daran interessiert seien, der Geldwäsche und vergleichbaren kriminellen Praktiken ein Ende zu setzen.
Vertreter von über 40 Staaten diskutierten auf einer zweitägigen Konferenz in Barbados Anfang Januar 2001 unter anderem über die Einsetzung eines neuen internationalen Gremiums zur Bekämpfung der Steuerflucht und der Geldwäsche. Auf der Konferenz nahmen die sieben bedeutendsten Industriestaaten der westlichen Welt G7, multilaterale Institutionen wie die Weltbank und einige der Länder teil, die von der OECD im Juni 2000 als Steueroasen und Geldwäschezentren eingestuft worden waren. Die betroffenen Staaten meldeten gegen die Sanktionsandrohungen Widerstand an, da sie ohne jegliche Konsultationen mit ihnen erlassen worden seien; außerdem würden die Sanktionen ihre ohnehin schwachen Nationalwirtschaften sehr stark belasten. Die Vereinten Nationen (UN) schätzten, dass jährlich 600 Milliarden US-Dollar illegales Geld gewaschen wird, davon etwa 60 Milliarden US-Dollar im Bereich der karibischen Steueroasen. Die Regierung leitete im April 2001 einen Anti-Drogen-Masterplan ein. Wie viele andere Karibikstaaten war auch Barbados ein Hauptumschlagplatz für den Drogenhandel zwischen Südamerika und den USA. Der National Council on Substance Abuse (NCSA) sollte danach mit der Inter-American Drug Abuse Control Commission (CICAD) gegen die Rauschgiftkriminalität vorgehen.
Premierminister Arthur, der auch das Amt des Finanzministers innehatte, stellte am 8. August 2001 seinen Haushaltsentwurf für das Fiskaljahr 2001 bis 2002 vor, gleichzeitig gab er Steuererleichterungen für juristische und natürliche Personen im Rahmen der Steuerharmonisierungsinitiative der CARICOM bekannt. Im Zuge einer Kabinettsumbildung wurde Mia Amor Mottley am 28. August 2001 zur Innenministerin ernannt. Im Rahmen einer weiteren Regierungsumbildung am 21. September 2001 wurden sechs Ressorts neu besetzt. Die Ministerien für Entwicklung und Umwelt sowie das Staatsministerium für Erziehung wurden mit Frauen besetzt. Auf Barbados, das wie alle Karibikstaaten unter Drogenschmuggel und damit verbundener Kriminalität zu leiden hat, wurden bei Razzien auf dem Flughafen Grantley Adams International Airport im September 2001 mehrere britische Staatsangehörige festgenommen, die wegen Besitzes von Kokain zu zwei Jahren Gefängnis und hohen Geldstrafen verurteilt wurden.
Bei den Wahlen am 21. Mai 2003 ging die Barbados Labour Party von Premierminister Owen Arthur erneut als Siegerin hervor und erhielt 23 der nunmehr 30 Sitze im House of Assembly, wohingegen die Democratic Labour Party sich auf sieben Mandate steigern konnte. Insgesamt traten 62 Kandidaten zur Wahl an. Die beiden großen Parteien – die Barbados Labour Party von Owen Artur und die Democratic Labour Party, angeführt von dem neuen Spitzenkandidaten Clyde Mascoll, präsentierten beide eine vollständige Liste von 30 Kandidaten. Darüber hinaus gab es zwei unabhängige Kandidaten. Bei der Wahl konzentrierte sich der Wahlkampf hauptsächlich auf Wirtschaftsfragen. Auf dieser Barbados, das zu den Ländern mit den höchsten Steuern der Region gehört, versprachen die beiden Parteien, Arbeitsplätze zu schaffen und Steuern zu senken. Bereits 2002 hatte die Regierung der Labour Party einen Plan vorgelegt, die Einkommenssteuer von 25 Prozent auf 22,5 Prozent im Jahr 2003 und dann auf 20 Prozent im Jahr 2004 zu senken. Obwohl Barbados über eine der stärksten Volkswirtschaften der Region verfügt, lag die Arbeitslosigkeit im Jahr 2002 bei 10,3 Prozent, gegenüber 9,9 Prozent im Jahr 2001. Während des Wahlkampfs schlug Premierminister Arthur vor, die Wirtschaft zu diversifizieren – hauptsächlich basierend auf Tourismus, Banken und Versicherungen – indem sie Anreize für Künstler und Handwerker vorschlug, um kleine Unternehmen zu fördern, während die Opposition der Regierung verschwenderische Ausgaben vorwarf und vorschlug, die Steuern für Arbeitnehmer zu senken und Schulungen für die Arbeitskräfte anzubieten, um sicherzustellen, dass Barbados wettbewerbsfähig bleibt. Ungefähr 219.000 der 260.000 Einwohner der Insel waren zum Wählen registriert und 61,03 Prozent gaben tatsächlich ihre Stimme ab. Seit den Wahlen von 1999 wurden dem Parlament zwei Sitze hinzugefügt, die Arthurs BLP mit 26 Sitzen gewonnen hatte, verglichen mit nur zwei für die DLP. Bei den Wahlen errang die Labour Party abermals einen Erdrutschsieg, da sie mit 23 von 30 Sitzen hervorging. Obwohl es sich um einen überzeugenden Sieg für die BLP handelte, konnte die oppositionelle DLP fünf Sitze mehr erringen und stellte nunmehr sieben Abgeordnete. Am 23. Mai 2003 wurde Owen Arthur für seine dritte Amtszeit als Premierminister vereidigt. Drei Tage später wurden auch alle 17 Mitglieder des Kabinetts offiziell vereidigt. Im Zuge der Regierungsbildung wurde Innenministerin Mia Amor Mottley zugleich Stellvertretende Premierministerin als Nachfolgerin von Billie Miller, die jedoch weiterhin Außenministerin blieb. Am 12. August 2003 verstarb William Douglas, der 1976 sowie 1984 kommissarischer Generalgouverneur war. Am 29. Februar 2004 verstarb Harold Bernard St. John, der zwischen 1985 und 1986 das Amt des Premierministers bekleidete. Am 16. August 2004 verstarb George Moe, der von 1972 bis 1976 Außenminister in der Regierung von Premierminister Errol Walton Barrow war.
Mit einem Bruttonationaleinkommen von 11.050 US-Dollar (2005) zählte Barbados zur Spitzengruppe in der Karibik. Die seit Ende des Zweiten Weltkrieges begonnene gezielte Diversifikation der Wirtschaft, der weitere Ausbau der Infrastruktur und ein gewachsenes Bildungswesen ließen den Dienstleistungssektor expandieren. Zur Stabilität trug auch die Diversifizierung des Außenhandels bei: Während 2005 nur 18,6 Prozent Exporte in die USA und 12 Prozent nach Großbritannien gingen, wurden um die 40 Prozent in die karibischen Nachbarländer exportiert. 2006 wuchs die Wirtschaft seit 2004 wieder mit jeweils um 4 Prozent im Jahr. Im Rahmen einer Kabinettsumbildung übernahm Dale Marshall am 18. Februar 2006 den Posten als Innenminister.
Vor der in acht Staaten der Karibik vom 13. März bis zum 28. April 2007 abgehaltenen Cricket World Cup 2007 hatte sich auch Barbados, in dem Cricket Nationalsport ist, einen wichtigen Impuls für die Tourismusindustrie versprochen. Befürchtungen, dass der Personentransport in der Region die Anforderungen während der Cricket-WM nicht bewältigen könnte, wurden auch durch Umstrukturierungsmaßnahmen in der karibischen Luftfahrtbranche hervorgerufen. Tatsächlich stellte die neue Caribbean Airlines aus Trinidad und Tobago, ein aus der ehemaligen staatlichen Fluggesellschaft BWIA West Indies Airways hervorgegangenes Privatunternehmen, seine Flugverbindungen von Barbados nach Nordamerika vor dem Cricket World Cup ein. Dies verschlechterte die Beziehungen zwischen beiden Ländern weiter. Zwischen Barbados und Trinidad und Tobago gab es seit einiger Zeit Differenzen, nachdem im Februar 2004 die Nachbarrepublik Fischer aus Barbados wegen angeblicher Verletzung der Hoheitsgewässer festgenommen hatte. Barbados brachte den Disput daraufhin vor ein UN-Schiedsgericht. Im Januar 2007 fanden daraufhin neue Gespräche zwischen bedeiden Staaten in dieser Angelegenheit statt.
Im Februar 2007 wurde anlässlich des 200. Jahrestages der Abschaffung des Sklavenhandels ein Online-Archiv eingerichtet, das detaillierte Informationen über fast 100.000 Sklaven, die Anfang des 19. Jahrhunderts unter britischer Kolonialherrschaft in Barbados lebten, sowie über circa 5.000 Sklavenbesitzer enthält. Die meisten Einwohner von Barbados sind Nachfahren afrikanischer Sklaven, die im 17. Jahrhundert zur Arbeit in den Zuckerrohrplantagen auf die Insel gebracht wurden. Die nunmehr online gestellten Daten stammten aus der in The National Archives in London liegenden Former Colonial Dependencies Slave Register Collection 1812 to 1834. In den folgenden Monaten wurden alle drei Millionen Daten der Sammlung in das Online-Archiv eingestellt.

#### Wahlsiege der DLP und Regierungen der Premierminister Thompson und Stuart (2008–2018)

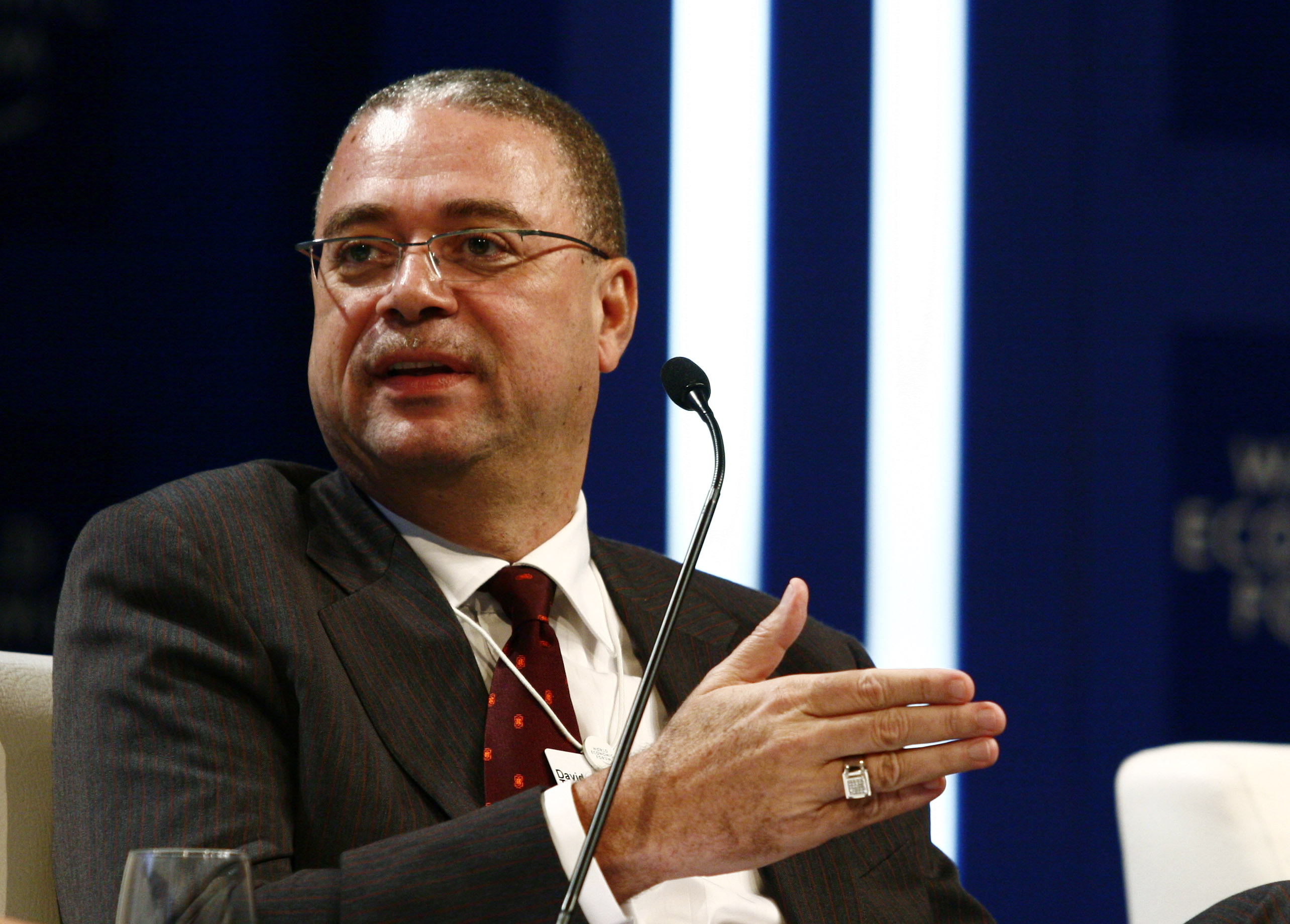
David Thompson fungierte von 2008 bis zu seinem Tode 2010 als Premierminister.

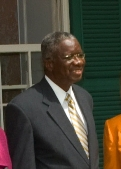
Freundel Stuart, der von 2010 bis 2018 Premierminister war.

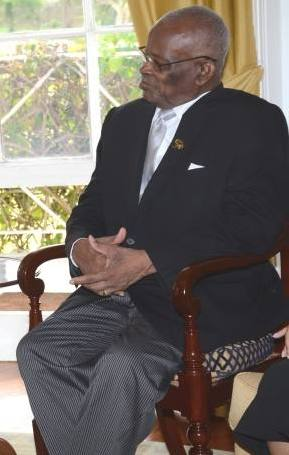
Sir Elliot Belgrave bekleidete von 2011 bis 2017 das Amt des Generalgouverneurs.

Am 20. Dezember 2007 berief Premierminister Owen Arthur vorgezogene Wahlen zum House of Assembly für den 15. Januar 2008 ein, acht Monate vor dem Fälligkeitstermin gemäß der Verfassung. Die Wahlen für alle 30 Sitze im House of Assembly fanden wie üblich nach der Mehrheitswahl gemäß dem Westminster-System statt. Im Januar 2006 trat Clyde Mascoll nach einem Streit um die Führung der Partei als DLP-Vorsitzender zurück. Anschließend trat er der BLP bei und wurde später Staatsminister im Finanzministerium. Ein Misstrauensantrag gegen Mascoll wurde am 4. Dezember 2007 blockiert und die DLP boykottierte Parlamentssitzungen, bis das House of Assembly am 20. Dezember aufgelöst wurde. Am 26. November 2007 kündigte die stellvertretende Premierministerin Mia Mottley an, dass gemeinsam mit den Parlamentswahlen ein Referendum darüber abgehalten werde, ob der britische Monarch als Staatsoberhaupt des Landes beibehalten werden solle. Die Einführung einer Republik, die das derzeitige Commonwealth-System ersetzen soll, war seit langem ein Versprechen im BLP-Manifest. Am 2. Dezember 2007 gab Mottley jedoch bekannt, dass die Regierung aufgrund einer Reihe nicht näher bezeichneter Bedenken beschlossen habe, das Referendum zu verschieben. Obwohl zwei weitere Parteien – die People’s Empowerment Party (PEP) von David Commissiong und der People’s Democratic Congress (PDC) – ebenfalls im Rennen waren, zeigten Meinungsumfragen, dass die Wahlen 2008 wie in der Vergangenheit ein Duell zwischen der BLP und der DLP unter der Führung von David Thompson werden würden. Die DLP hatte ihr Wahlprogramm bereits im Juni 2007 veröffentlicht und sich insbesondere an junge Wähler gewandt. Es wurde argumentiert, dass es nach 14 Jahren BLP-Regierung „Zeit für einen Wandel“ sei. Das BLP-Manifest umfasste verschiedene Steuersenkungen, sah erhöhte staatliche Zuwendungen für Arme und Maßnahmen zur Erhöhung des Wohneigentums sowie eine Gesundheits- und Wellness-Zulage von 5000 Barbados-Dollar (2500 US-Dollar) pro Person vor. Premierminister Arthur versprach, das Land bis 2025 auf den „vollständig entwickelten Status“ zu bringen. Der Premierminister beschuldigte Taiwan, die DLP-Kampagne finanziert zu haben, eine Anschuldigung, die vom DLP-Führer Thompson entschieden zurückgewiesen wurde. Am Wahltag gingen 63,25 Prozent der 235.510 registrierten Wähler des Landes zur Wahl. Bei den Parlamentswahlen erhielt die Democratic Labour Party 52,5 Prozent der Stimmen und 20 von 30 Sitze, während die Barbados Labour Party auf 47,3 Prozent und somit zehn Mandate kam. Neun Minister und Juniorminister der scheidenden Regierung wurden nicht wiedergewählt, wohingegen drei Frauen in das House of Assembly gewählt wurden.
Am 16. Januar 2008 wurde David Thompson als Premierminister vereidigt. Zu seinem am 18. Januar ernannten und am 20. Januar 2008 vereidigten 18-köpfigen Kabinett gehörten er selbst als Finanzminister, Christopher Sinckler als Außenminister und Freundel Stuart als Innenminister. Bei einer Kabinettsumbildung am 22. November 2008 wurde Maxine McClean mit Wirkung zum 24. November 2008 neue Außenministerin. Bei einer neuerlichen Kabinettsumbildung am 30. September 2010 wurde Christopher Sinckler mit Wirkung zum 4. Oktober 2010 zum Finanzminister ernannt.
Premierminister David Thompson starb am 23. Oktober 2010. Daraufhin wurde sein Stellvertreter Freundel Stuart als neuer Premierminister vereidigt, während Adriel Brathwaite als Nachfolger von Stuart neuer Innenminister wurde. Elliot Belgrave wurde am 1. November 2011 amtierender Generalgouverneur, nachdem Sir Clifford Husbands in den Ruhestand getreten war. Am 22. Mai 2012 wurde Elliot Belgrave mit Wirkung zum 1. Juni 2012 zum Generalgouverneur ernannt. Vor seiner Amtseinführung wurde er am 30. Mai 2012 von Sandra Mason als amtierender Generalgouverneur abgelöst.
Am 21. Februar 2013 fanden die nächsten Parlamentswahlen statt, die für alle 30 Sitze im House of Assembly nach dem Prinzip „Wahl der ersten Wahl“ stattfanden. Dies waren die ersten Wahlen nach der Unabhängigkeit, bei denen der Wahltermin fünf Jahre nach der letzten Parlamentswahl bekannt gegeben wurde. Gemäß der Verfassung von Barbados dürfen Wahlen höchstens alle fünf Jahre ab der ersten Sitzung des Parlaments stattfinden. Die letzten allgemeinen Wahlen fanden am 15. Januar 2008 statt, während die erste Sitzung des Parlaments am 12. Februar 2008 stattfand. 68 Kandidaten, darunter acht Unabhängige, nahmen an der Wahl teil. Sowohl die Democratic Labour Party als auch die Barbados Labour Party bewarben sich um alle 30 Sitze im Parlament von Barbados. Kleinere Parteien und Unabhängige stellten weitere acht Kandidaten vor. Das Feld umfasste zwölf weibliche Kandidaten, und zwar sieben der BLP und fünf der DLP, während 22 Kandidaten (BLP elf, DLP fünf und Andere sechs) sich erstmals bewarben. Fast 250.000 Menschen – ein Anstieg von etwa 12.000 seit der Wahl 2008 – waren wahlberechtigt. Im Wahlkampf versprach die DLP, ein Barbados zu schaffen, das „sozial ausgewogen, wirtschaftlich tragfähig, umweltverträglich und von guter Regierungsführung geprägt“ sei. Die BLP versprach, die Mehrwertsteuer auf Strom und Lebensmittel von 17,5 % auf 15 % zu senken, um die Lebenshaltungskosten zu senken. Bei den Parlamentswahlen erhält die Democratic Labour Party 51,3 Prozent der Stimmen (16 von 30 Sitzen) und die Barbados Labour Party 48,3 Prozent (14 Mandate).Unabhängige und Kandidaten kleinerer Parteien erhielten nur 0,5 Prozent der Stimmen. Die Wahlbeteiligung lag bei 62,02 Prozent. Die Ergebnisse standen in krassem Gegensatz zu den Meinungsumfragen, die vorhergesagt hatten, dass die BLP unter der Führung des 63-jährigen ehemaligen Premierministers Owen Arthur bis zu 20 Sitze gewinnen würde, während die DLP höchstens 13 Sitze erzielen könnte. BLP-Chef Owen Arthur räumte eine Niederlage ein, trat nach den Wahlen zurück und wurde von Mia Mottley abgelöst. Arthur trat später aus der BLP aus, saß aber weiterhin als Unabhängiger im Parlament. Im November 2015 wurde Maria Agard aus der BLP ausgeschlossen. Wie Arthur saß sie weiterhin als Unabhängige im Parlament. Am 22. Februar 2013 vereidigte Generalgouverneur Sir Elliott Belgrave Stuart in seinem Amt. Am 28. Februar 2013 gab Premierminister Freundel Stuart sein Kabinett bekannt, ohne dass sich die wichtigsten Ressorts änderten.
Am 15. Februar 2013 verstarb Sir Branford Taitt, der unter anderem zwischen 1993 und 1994 Außenminister war, und am 7. August 2014 Sir Denys Williams, der von 1995 bis 1996 das Amt des kommissarischen Generalgouverneurs bekleidete. Am 11. Oktober 2017 verstarb Sir Clifford Husbands, der zwischen 1996 und 2011 das Amt des Generalgouverneurs bekleidete. Sandra Mason wurde am 27. Dezember 2017 zur Generalgouverneurin ernannt und trat am 8. Januar 2018 in ihr Amt ein.

#### Wahlsieg der BNP und Regierung von Premierministerin Mottley (2018)
Bei den Parlamentswahlen am 24. Mai 2018 gewann die Barbados Labour Party alle 30 Sitze und besiegte damit die regierende Democratic Labour Party. Am 25. Mai 2018 wurde Mia Amor Mottley, Enkelin von Ernest Deighton Mottley, als Premierministerin vereidigt und gab am 26. Mai 2018 ihr Kabinett bekannt, dem Jerome Walcott als Außenminister, Edmund Hinkson als Innenminister und ihr selbst als Finanzministerin angehören. Das Kabinett wurde am darauf folgenden 27. Mai 2018 vereidigt. Bei einer Kabinettsumbildung am 22. Juli 2020 wurde Wilfred Abrahams Innenminister.

### Republik Barbados

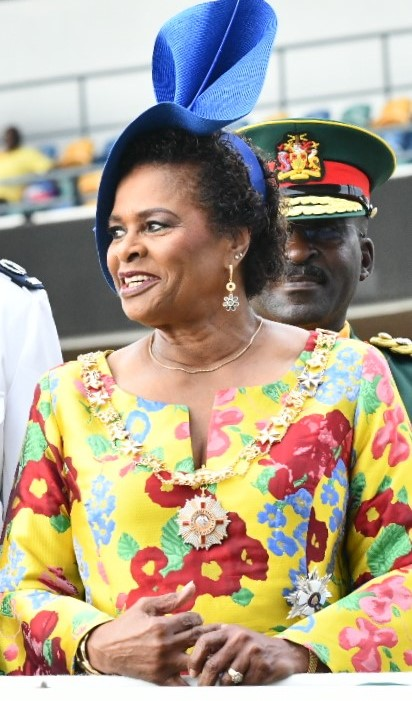
Dame Sandra Mason war von 2017 bis 2021 Generalgouverneurin und ist seit 2021 erste Staatspräsidentin der Republik Barbados.

Im Jahr 2020 stimmte das Parlament von Barbados für den Übergang von einer konstitutionellen Monarchie zu einer parlamentarischen Republik, bestehend aus einem Premierminister und einem zeremoniellen Präsidenten als Staatsoberhaupt. Generalgouverneurin Dame Sandra Mason wurde am 21. August 2021 als Präsidentin nominiert und soll am 30. November 2021 vereidigt werden, wenn das Land eine Republik werden soll. Sir Maurice King, ehemaliger Außenminister von 1989 bis 1993, verstarb am 21. September 2021. Das House of Assembly (27:0) und der Senat (18:0) wählten Dame Sandra Mason am 20. Oktober 2021 zur Präsidentin.
Bei den Parlamentswahlen am 19. Januar 2022 erhielt die Barbados Labour Party 69,0 Prozent der Stimmen und alle 30 Sitze, während auf die Democratic Labour Party 26,5 Prozent entfielen. Die Wahlbeteiligung lag bei etwa 43 %. Am 20. Januar 2002 wurde Amtsinhaberin Mia Amor Mottley für eine neue Amtszeit als Premierministerin vereidigt. Am 24. Januar 2022 ernannte sie ihr Kabinett mit ihr selbst als Finanzministerin, Jerome Walcott als Außenminister und Wilfred Abrahams als Innenminister. Bei einer Kabinettsumbildung am 22. Oktober 2022 wurde Kerrie Symmonds mit Wirkung zum 26. Oktober 2022 zum Außenminister ernannt.